# 曹碑镇
曹碑镇，是中华人民共和国四川省遂宁市射洪市下辖的一个乡镇级行政单位。

## 行政区划
曹碑镇下辖以下地区：
永兴社区、曹碑村、长板村、大池村、纳溪村、高华村、草堂村、石柱村、草坝场村、作坊村、榨垭村、大田村、义和桥村、白鹤观村、白衣村、互助村、大锣村、孔雀村和月亮村。